# 阿勒腾乡
阿勒腾乡，是中华人民共和国甘肃省酒泉市阿克塞哈萨克族自治县下辖的一个乡镇级行政单位。

## 行政区划
阿勒腾乡下辖以下地区：
哈尔腾村和乌呼图村。